# Чешлама (присілок)
Чешлама́ (рос. Чешлама, чув. Чашлама) — присілок у складі Козловського району Чувашії, Росія. Входить до складу Аттіковського сільського поселення.
Населення — 238 осіб (2010; 238 у 2002).
Національний склад:
- чуваші — 96 %